# سرگئی گونشر
سرگئی گونشر (روسی: Серге́й Ви́кторович Гонча́р؛ IPA: [sʲɪrˈɡʲej ˈvʲiktərəvʲɪdʑ ɡɐnʲˈtɕar]؛ زادهٔ ۱۳ آوریل ۱۹۷۴) بازیکن هاکی روی یخ اهل روسیه است.
وی همچنین برندهٔ جوایزی همچون جام استنلی شده‌است.